# Бухштабер, Виктор Матвеевич
Виктор Матвеевич Бухштабер (род. 1 апреля 1943, Ташкент) — советский и российский математик, профессор, доктор физико-математических наук (1977), член-корреспондент Российской академии наук (2006).
Область научных интересов: алгебраическая топология, теория групп Ли, функциональные уравнения, теория абелевых функций, математическая физика, прикладная математика.

## Биография
Родился 1 апреля 1943 года в городе Ташкенте в семье советского офицера — военного инженера Матвея Исааковича Бухштабера. Мама — Вера Петровна Бухштабер — педагог.
В 1960 году поступил на механико-математический факультет Ташкентского государственного университета. В годы учёбы, в 1963 году, принял участие в работе оргкомитета 3-го Всесоюзного топологическом съезда, состоявшегося в Ташкенте, который сыграл определяющую роль в судьбе Виктора Бухштабера. В 1964 году при содействии академика П. С. Александрова он был переведен на механико-математический факультет МГУ, который окончил в 1966 году. В 1966—1969 годах обучался в аспирантуре отделения математики мехмата под руководством С. П. Новикова и Д. Б. Фукса. Защитил кандидатскую диссертацию «Когомологические операции в обобщенных теориях когомологий».
С 1969 года по приглашению академика С. А. Христиановича стал работать во Всесоюзном научно-исследовательском институте физико-технических и радиотехнических измерений (ВНИИФТРИ). К 1979 году подготовил, в 1983 году защитил докторскую диссертацию «Двузначные формальные группы. Алгебраическая теория и топологические приложения». С 1993 года — на кафедре высшей геометрии и топологии механико-математического факультета МГУ (с 2000 года — профессор), с 1996 года — в отделе геометрии и топологии Математического института им. В. А. Стеклова РАН (с 2006 года — главный научный сотрудник), а с 2007 года — в Институте проблем передачи информации им. А. А. Харкевича РАН.
25 мая 2006 года избран членом-корреспондентом Российской академии наук по Отделению математических наук. В 2004 году избран иностранным членом Королевского общества Эдинбурга — Шотландской академии наук. Имеет звания: почётный профессор факультета математики Манчестерского университета (2010 год), почётный доктор Воронежского государственного университета (2015 год).
Под руководством В. М. Бухштабера защищено более 30 кандидатских диссертаций; четверо его учеников в настоящее время являются профессорами.
В. М. Бухштабер является членом Московского, Американского, Лондонского математических обществ.

## Награды
- В 1971 году совместно с А. С. Мищенко был награждён премией Московского математического общества для молодых учёных за вклад в K-теорию и теорию кобордизмов.